# Yuji Keigoshi
Yuji Keigoshi (Kagoshima, 17 september 1963) is een voormalig Japans voetballer.

## Carrière
Yuji Keigoshi speelde tussen 1982 en 1997 voor Gamba Osaka, Verdy Kawasaki, Avispa Fukuoka en Kyoto Purple Sanga.